# Markt Taschendorf
Markt Taschendorf este o comună-târg din districtul Neustadt an der Aisch-Bad Windsheim, regiunea administrativă Franconia Mijlocie, landul Bavaria, Germania.